# Табала Сергій Олександрович
Сергі́й Олекса́ндрович Табала́ (16 грудня 1995, Лебедин, Україна — 6 листопада 2014, Донецьк, Україна) — український військовик, доброволець, вояк 5-го окремого батальйону Добровольчого українського корпусу «Правий сектор». Позивний «Сєвєр». Герой України (посмертно). Один із «кіборгів».

## Життєпис
Брав участь у Революції гідності. Після початку російсько-української війни долучився до лав Добровольчого Українського корпусу. Був поранений, але залишився в строю.

## Обставини загибелі
Загинув 6 листопада 2014 року від артилерійського снаряду 100-мм протитанкової гармати МТ-12 «Рапіра» під час штурму російськими бойовиками диспетчерської вежі в аеропорту Донецька.
Похований на Алеї Слави Центрального міського цвинтаря у рідному місті Суми.

## Нагороди

### Державні
- Звання Герой України з удостоєнням ордена «Золота Зірка» (21 листопада 2016, посмертно) — за особисту мужність, героїчне відстоювання прав і свобод людини, самовіддане служіння Українському народу, виявлені під час Революції Гідності та у захисті державного суверенітету і територіальної цілісності України[2].

6 грудня 2016 року Президент України Петро Порошенко вручив «Золоту Зірку» Героя бабусі Сергія Табали Людмилі Шепотько.

### Недержавні
- Орден «Народний Герой України» (15 січня 2016, посмертно).
- Нагрудний знак «За оборону Донецького аеропорту» (посмертно).
- Відзнака «Бойовий Хрест Корпусу» (посмертно, № відзн. 008. Наказ № 80/17 від 16 грудня 2017 року).

### Звання
- Звання Почесний громадянин міста Суми (17 грудня 2014, посмертно) — за особисту мужність і героїзм, виявлені у захисті державного суверенітету та територіальної цілісності України, вірність військовій присязі та незламність духу.[4][5]

## Вшанування пам'яті
Розпорядженням Сумского міського голови від 19 лютого 2016 року № 43-Р іменем Сергія Табали («Севера») названо вулицю м. Суми (колишня назва – «вулиця Паризької Комуни»).
На честь Сергія Табали встановлена меморіальна дошка в Сумській спеціалізованій школі № 9, міста Суми.

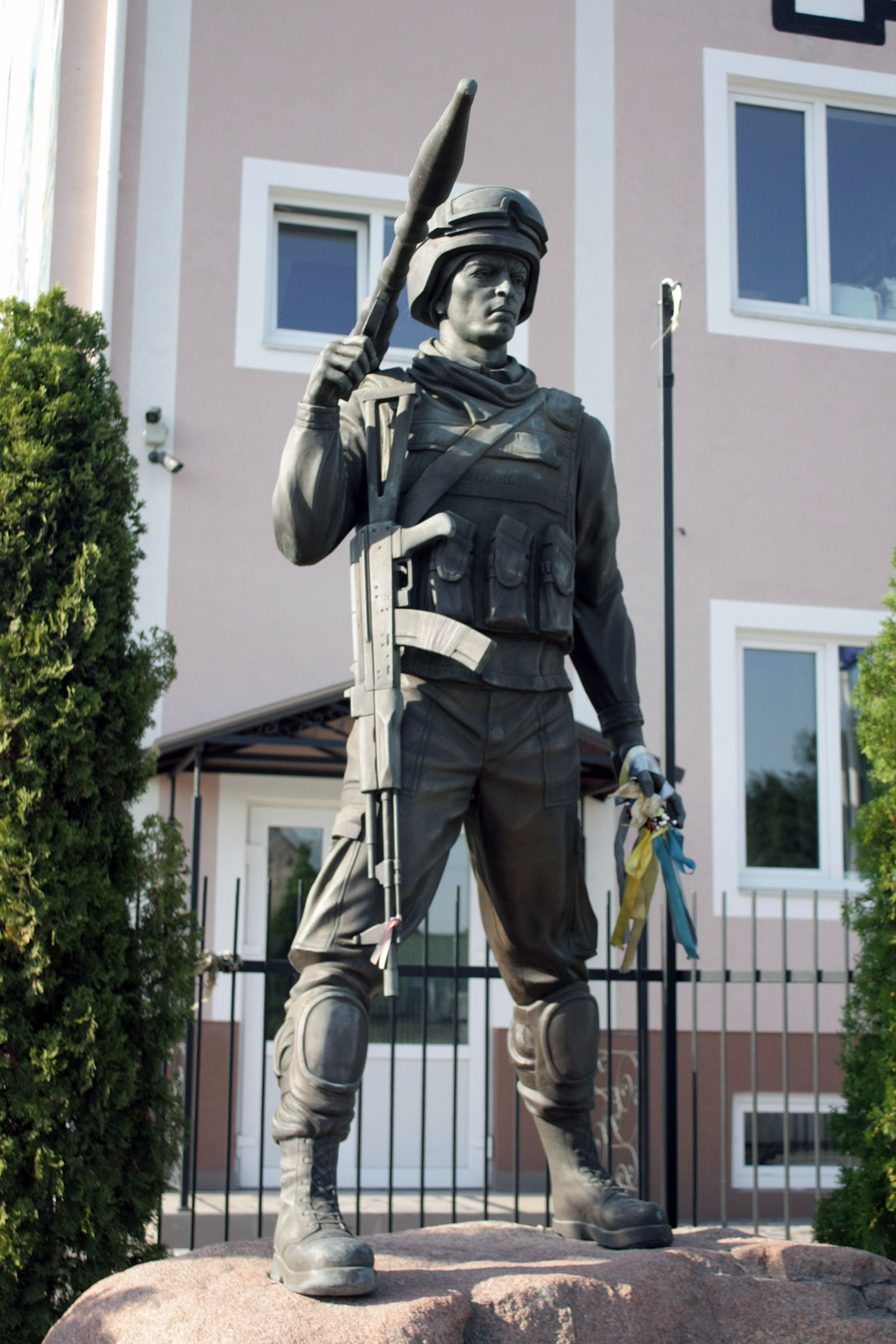
пам'ятник добровольцям у селі Святопетрівському, прототипом якого послугував Сергій Табала

Фотографія Сергія Табали у аеропорту Донецька стала образом для створення пам'ятника українським добровольцям, встановленому у селі Святопетрівське, Київської області.
29 грудня 2016 в Києві за підтримки благодійних фондів та участі громадських активістів й волонтерів презентовано колекційну марку, створену на честь воїнів, які загинули в боях на сході України. На ній зображені Ігор Брановицький, Ігор Гольченко, Микола Колосовський, Євген Лоскот, Андрій Матвієнко, Сергій Свищ, Олег Сидор, Сергій Табала, Георгій Тороповський.[джерело?]
У 2021 році, до 30-річчя відновлення Незалежності України, був зображений серед тридцяти осіб на картині художника Артура Орльонова «Становлення нації».